# Chariots of Fire
Chariots of Fire ist ein Instrumental von Vangelis, das 1981 als Single aus dem gleichnamigen Album ausgekoppelt wurde. Es ist Teil des Soundtracks zum Film Die Stunde des Siegers und wird seitdem in vielen Filmen als Unterlegung für Zeitlupen-Sequenzen genutzt.

## Geschichte
Die Veröffentlichung war am 31. März 1981. Seither wird das Stück von verschiedenen Fernsehprogrammen und bei Sportveranstaltungen genutzt. Die CD-Single des Instrumentals erschien 1989.
Das Stück wurde 1984 bei der Vorstellung des ersten Macintoshs von Apple gespielt. Ebenso zu hören war es auch bei den Olympischen Winterspielen 1984 sowie den Olympischen Sommerspielen 1984, 1988, 1996 und 2012.
Vangelis wurde beschuldigt, sich für die Komposition des Stücks am Lied City of Violets von Stavros Logaridis bedient zu haben. Dies konnte vor Gericht widerlegt werden. Vangelis konnte davon überzeugen, besagten Titel nicht gehört zu haben, bevor er Chariots of Fire komponierte. Eindeutige Gemeinsamkeiten der beiden Lieder seien nicht zu hören.

## Kommerzieller Erfolg

### Chartplatzierungen
| ChartsChartplatzierungen       | Höchstplatzierung | Wochen |
| ------------------------------ | ----------------- | ------ |
| Vereinigte Staaten (Billboard) | 1 (28 Wo.)        | 28     |
| Vereinigtes Königreich (OCC)   | 12 (17 Wo.)       | 17     |

| ChartsJahrescharts (1982)      | Platzierung |
| ------------------------------ | ----------- |
| Vereinigte Staaten (Billboard) | 12          |

### Auszeichnungen für Musikverkäufe
| Land/Region                  | Auszeichnungen für Musikverkäufe (Land/Region, Auszeichnung, Verkäufe) | Verkäufe |
| ---------------------------- | ---------------------------------------------------------------------- | -------- |
| Vereinigtes Königreich (BPI) | Silber                                                                 | 200.000  |
| Insgesamt                    | 1× Silber ·                                                            | 200.000  |

## Coverversionen
- 1981: Demis Roussos
- 1982: The Shadows
- 1982: Mireille Mathieu (Die Liebe zu dir)
- 1982: Jane Olivor (Race to the End)
- 1982: Melissa Manchester (Race to the End)
- 1983: Ed Starink (Syndrome 1)
- 1984: Frank Chacksfield
- 1985: Tereza Kesovija (Izlaisunce)
- 1985: Kati Kovács
- 1989: Richard Clayderman
- 1990: Floyd Cramer
- 1991: The Ventures
- 1994: London Symphony Orchestra
- 1995: Royal Philharmonic Orchestra
- 1997: London Philharmonic Orchestra
- 1997: Frank Mills
- 1998: Ferrante & Teicher
- 2003: Johannes Kalpers
- 2005: The Bad Plus
- 2007: Chie Ayado
- 2012: DJ Falk
- 2012: Leo Rojas
- 2017: 2Cellos